# Indrit Tuci
Indrit Tuci (ur. 14 września 2000 w Lezhy) – albański piłkarz grający na pozycji napastnika. Od 2019 roku jest zawodnikiem klubu Lokomotiva Zagrzeb.

## Kariera
W czasach juniorskich trenował w AF Brians i Akademia e Futbollit. W 2019 dołączył do Lokomotivy Zagrzeb. W drużynie zadebiutował 26 maja 2019 w meczu ligowym z HNK Gorica, wchodząc w 77. minucie za Domagoja Drožđeka.

### Statystyki
| Sezon   | Klub               | Kraj      | Rozgrywki | Mecze | Bramki |
| ------- | ------------------ | --------- | --------- | ----- | ------ |
| 2018/19 | Lokomotiva Zagrzeb | Chorwacja | 1. HNL    | 1     | 0      |
| 2019/20 | Lokomotiva Zagrzeb | Chorwacja | 1. HNL    | 25    | 4      |
| 2020/21 | Lokomotiva Zagrzeb | Chorwacja | 1. HNL    | 14    | 3      |